# Schwarzkehltrogon
Der Schwarzkehltrogon (Trogon rufus) ist eine Vogelart aus der Familie der Trogone, die mit drei Unterarten im südamerikanischen Amazonasbecken vorkommt.

## Merkmale

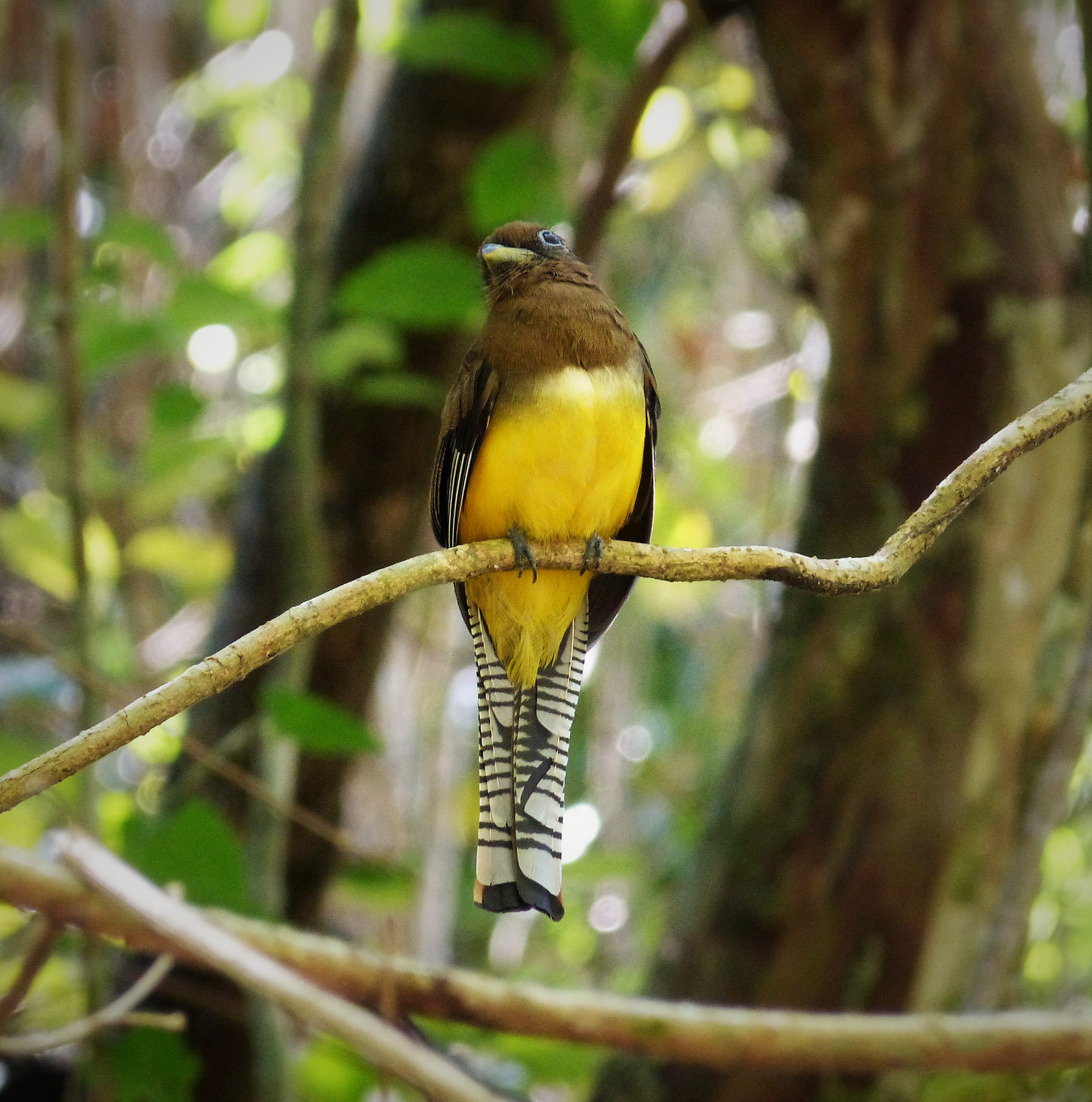
Weibchen des Schwarzkehltrogons

Schwarzkehltrogone erreichen eine durchschnittliche Gesamtlänge von 24 Zentimeter und ein Gewicht von 45 bis 71 Gramm. Der Schwanz ist 14 bis 19 Zentimeter lang und die Länge eines einzelnen Flügels beträgt 11 bis 12,6 Zentimeter. Weibchen sind überwiegend bräunlich gefärbt, Männchen sind auffallend grün. Der Bauch beider Geschlechter ist gelb. Die Oberseite des Schwanzes ist grün, grüngelb, olivfarben, bläulich oder bräunlich, die Schwanzunterseite ist fein schwarz-weiß quergebändert, wobei diese Bänderung an drei Stellen von breiten weißen Streifen oder Flecken unterbrochen wird. Am Schwanzende befindet sich stets ein schwarzes Band, das etwas breiter ist als die übrigen schwarzen Streifen. Die Beine sind grau, blaugrau, rosagrau oder olivfarben. Ein schmaler, unbefiederter Ring um die Augen ist weiß, grau, blaugrau, blau, gelb oder gelbgrün gefärbt. Die Schnabelränder sind gesägt.

## Lebensraum
Schwarzkehltrogone kommen in primären und sekundären Tieflandregenwäldern vor, im Amazonasgebiet vor allem im Bereich der Terra Firme. Am östlichen Rand der Anden und anderen bergigen Regionen leben die Vögel bis in Höhen von 1100 bis 1600 Metern. Sie halten sich vor allem im Unterholz und in den mittleren Kronenschichtbereichen der größeren Bäume auf und ernähren sich von Früchten und Insekten.

Das Verbreitungsgebiet des Schwarzkehltrogons

## Unterarten und Verbreitung
Es werden drei Unterarten anerkannt:
- Trogon rufus rufus Gmelin, JF, 1788[3] – östliches Amazonasbecken nördlich des Amazonas, östliches Venezuela, die drei Guyanas
- Trogon rufus sulphureus Spix, 1824[4] – Amazonasbecken westlich von Rio Negro und Rio Madeira
- Trogon rufus amazonicus Todd, 1943[5] – östliches Amazonasbecken südlich des Amazonas

Aufgrund einer Studie von Jeremy Kenneth Dickens, Pierre-Paul Bitton, Gustavo A. Bravo und Luís Fábio Silveira wurden folgende frühere Unterarten als eigenständige Arten abgespalten:
- Trogon rufus chrysochloros Pelzeln, 1856[6] – südliches Brasilien, östliches Paraguay und nordöstliches Argentinien (Provinz Misiones)
- Trogon rufus cupreicauda (Chapman, 1914)[7], jetzt Choco-Schwarzkehltrogon (Trogon cupreicauda) – Kolumbien und Ecuador westlich der Anden
- Trogon rufus tenellus Cabanis, 1862[8] – Mittelamerika von Honduras bis Panama

Die Unterarten unterscheiden sich hinsichtlich ihrer Größe, der Farbe der Schwanzoberseite und des Bürzels und vor allem in der unterschiedlichen Schwarz/Weiß-Musterung der Schwanzunterseite. Die drei im Amazonasbecken vorkommenden Unterarten hybridisieren an den Kontaktzonen der Verbreitungsgebiete miteinander.

## Systematik

„Trogon atricollis“

Der Schwarzkehltrogon wurde 1788 durch den deutschen Naturwissenschaftler Johann Friedrich Gmelin erstmals beschrieben. Das Typusexemplar war ein Weibchen aus Französisch-Guayana, nach dessen rotbraun gefärbter Rückenseite das Art-Epitheton rufus gewählt wurde. 1817 beschrieb der französische Ornithologe Louis Pierre Vieillot ein Männchen und gab ihm die Bezeichnung Trogon atricollis. Erst 1838 erkannte der britische Ornithologe John Gould, dass es sich bei den Tieren um Männchen und Weibchen der gleichen Art handelte. Nach der Prioritätsregel der biologischen Nomenklatur ist Trogon rufus damit die gültige wissenschaftliche Bezeichnung der Art.
Alle Unterarten bekamen in einer 2021 publizierten Studie über die Systematik des Trogon rufus-Artkomplexes den Status eigenständiger Arten. In der Studie wurde eine neue Art aus dem Verwandtschaftskreis der Schwarzkehltrogone beschrieben, der Alagoas-Schwarzkehltrogon (Trogon muriciensis), der nur in einem sehr kleinen Gebiet des Atlantischen Regenwalds im nordöstlichen brasilianischen Bundesstaat Alagoas vorkommt und aufgrund seines kleinen Verbreitungsgebietes stark gefährdet ist.

## Etymologie und Forschungsgeschichte
Die Erstbeschreibung des Schwarzkehltrogons erfolgte 1788 durch Johann Friedrich Gmelin unter dem wissenschaftlichen Namen Trogon rufus. Als Verbreitungsgebiet gab er Cayenne mit Verweis auf Georges-Louis Leclerc de Buffon an. Bereits 1760 führte Mathurin-Jacques Brisson die für die Wissenschaft neue Gattung Trogon ein. Dieser Begriff leitet sich τρωγω trōgō für nagen, kauen ab. Der Artname rufus bedeutet lateinisch rufus ‚rot, rötlich‘. Sulphureus hat seinen Ursprung in lateinisch sulphureus, sulfur, sulfuris ‚schwefelfarben, Schwefel‘. Amazonicus bezieht sich auf das Amazonasbecken. Chrysochloros ist ein Wortgebilde aus χρυσος khrysos für golden und χλωρος khlōros für grün, cupreicauda aus lateinisch cupreus, cyprium, cuprum ‚kupferfarben, Kupfer‘. Muriciensis bezieht sich auf die Estação Ecológica de Murici. Schließlich leitet sich tenellus von lateinisch tenellus,  tener, teneri ‚etwas zart, zart‘ ab. Alfred Laubmann ordnete die heute eigenständige Art Trogon chrysochloros noch als Trogonurus rufus chrysochloros ein. Außerdem sah er in Trogon splendidus Bertoni, W, 1901 aus dem Departamento Alto Paraná ein Synonym zu dieser Art. Trogonurus  wurde 1854 von Charles Lucien Jules Laurent Bonaparte verwendet und gilt heute als Synonym zu Trogon.